# Antoine de Bosc de la Calmette
Pierre Antoine Gérard de Bosc de la Calmette (21. september 1752 i Lissabon – 7. april 1803 i København) var en dansk amtmand, gehejmeråd og godsejer. Han var også kunstner og havearkitekt og var medvirkende til, at den romantiske strømning blev kendt i Danmark.

## Embedskarriere
Han var søn af den hollandske gesandt i Portugal, Charles François de Bosc de la Calmette, der 1759 blev forflyttet til København. Moderen hed Antoinette Elisabeth de Godin. Under jordskælvet i Lissabon 1755 blev han sammen med sin bror, Charles Louis de Bosc de la Calmette, frelst af sin guvernante, der bar børnene mellem ruinerne ud af byen. Han fulgte med forældrene til Danmark i 1759.
Han blev 1769 kornet reformé ved Garden med sekondløjtnants karakter, 1770 virkelig kornet, derefter 1772 ritmester ved et kavaleriregiment, men trådte senere ind i garden igen, efter at den 1772 på ny var oprettet. I 1774 blev han kammerherre og i 1777 blev han naturaliseret som dansk adelsmand og udnævnt til gehejmeråd. Kort efter (17. januar 1777 i Reformert Kirke i København) blev han gift med (Anna) Catharina Elisabeth baronesse Iselin (født 5. december 1759 i København som datter af schweizeren konferensråd, baron Reinhard Iselin og Anna Elisabeth født Fabritius (de Tengnagel)), kaldet Lisa. Hun døde i Genève 29. maj 1805 og er sammen med sin mand begravet i kapellet ved Damsholte Kirke.
I 1783 blev han amtmand over Møn Amt og i 1794 tillige over Nykøbing Amt. 11. november 1793 (eller 1801?) blev han hvid ridder.

## Godsejer og havearkitekt
Ved sin fars død 1781 arvede han Marienborg (som han omdøbte til Calmettenborg, men som senere fik sit gamle navn igen), som faderen havde købt i 1776 af Magnus Beringskjold. Ved skøde af 1784 (købekontrakt 1783) erhvervede han Sømarkegården sammesteds, som han omdøbte til Liselund, og opførte her 1792 det berømte, såkaldte gamle slot, der tilskrives Andreas Kirkerup, og hvis interiører er udført af J.C. Lillie. Gennem sin hustru fik han det for hende af hendes mor 1781 oprettede stamhus Stamhuset Rosenfeldt.
Selvom Kirkerup var ansvarlig for slottet, hvilket fremgår af et signeret overslag af 19. februar 1790, er der ingen tvivl om, at Calmette selv har tegnet det romantiske haveanlæg og dets huse og pavilloner i forskellige stilarter. Han og hustruen Lisa har også bestemt beplantningens karakter.
En søn, Charles de Bosc de la Calmette, arvede ejendommene. Han døde i 1820.

## Habil maler
Antoine de Bosc de la Calmette var en dygtig maler og tegner, hvis evner hævede sig over dilettantens. Der findes således tre pasteller (på Liselund), forestillende hans fader (sign. 1772), hans broder og ham selv (ca. 1772). Der foreligger adskillige tegninger fra hans hånd, bl.a. af hustruen siddende i haven 1783 og en tegning af den kinesiske bro og lysthus i Frederiksberg Have (ca. 1798).

## Gengivelser
Miniature af Cornelius Høyer 1781 (Frederiksborgmuseet). Miniature (Gyldensteen). Maleri af Jens Juel (Statens Museum for Kunst, dep. på Liselund). Pastel af C.G. Kratzenstein Stub og selvportræt i pastel (Liselund). Buste (Damsholte Kirke). Stik af G.-L. Chrétien 1806 efter tegning af L.H. Hessel.
| Efterfulgte: Christopher Georg von Wallmoden | Amtmand over Møn Amt 13. januar 1783 - 7. april 1803       | Efterfulgtes af: Opgået i Præstø Amt             |
| Efterfulgte: Christopher Georg von Wallmoden | Amtmand over Nykøbing Amt 2. november 1794 - 7. april 1803 | Efterfulgtes af: Opgået i Maribo og Præstø Amter |